# Krananda orthotmeta
Krananda orthotmeta är en fjärilsart som beskrevs av Louis Beethoven Prout 1926. Krananda orthotmeta ingår i släktet Krananda och familjen mätare. Inga underarter finns listade i Catalogue of Life.